# Sifflet de manœuvre

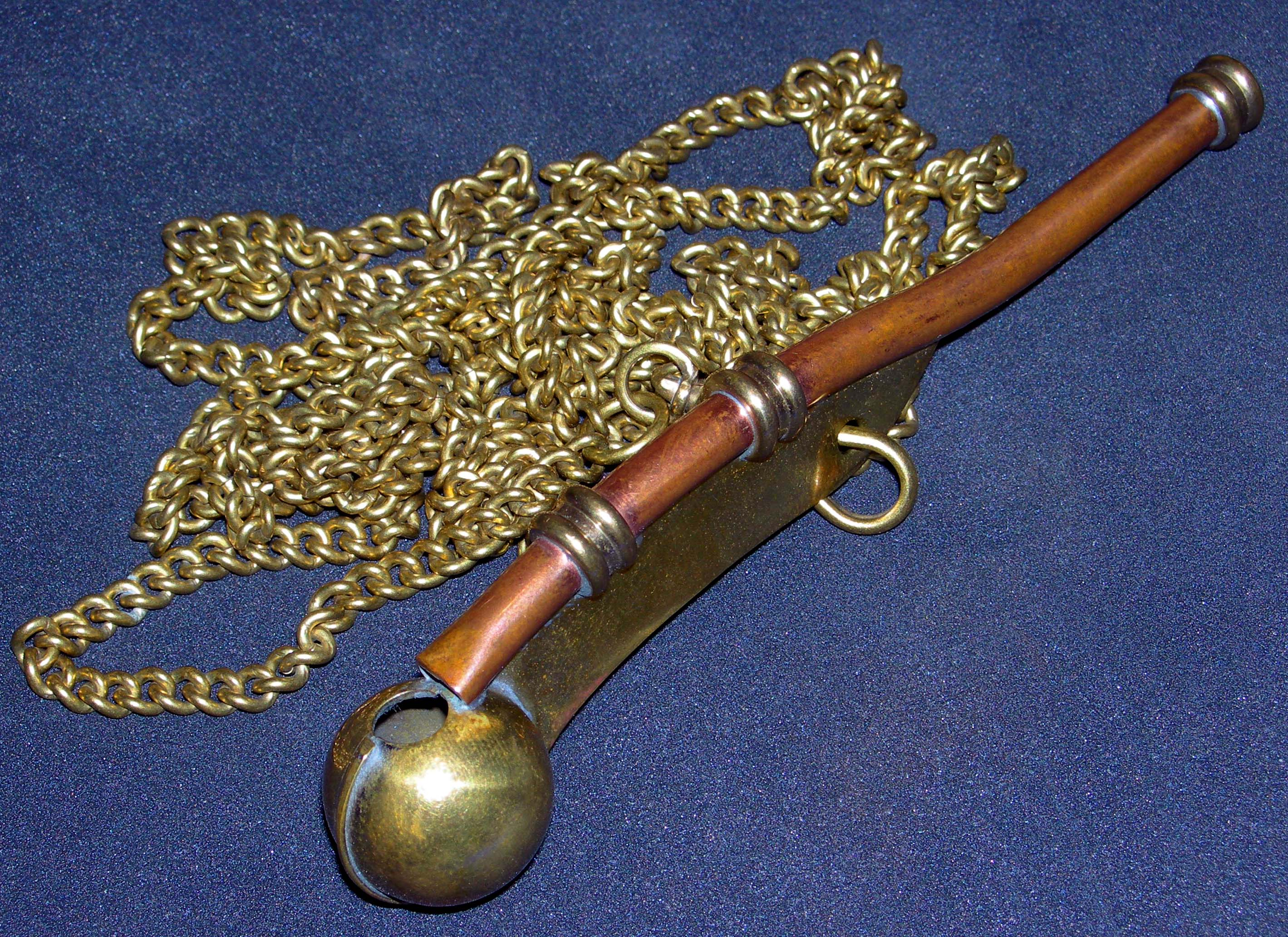
Sifflet de bosco ou sifflet de manœuvre.

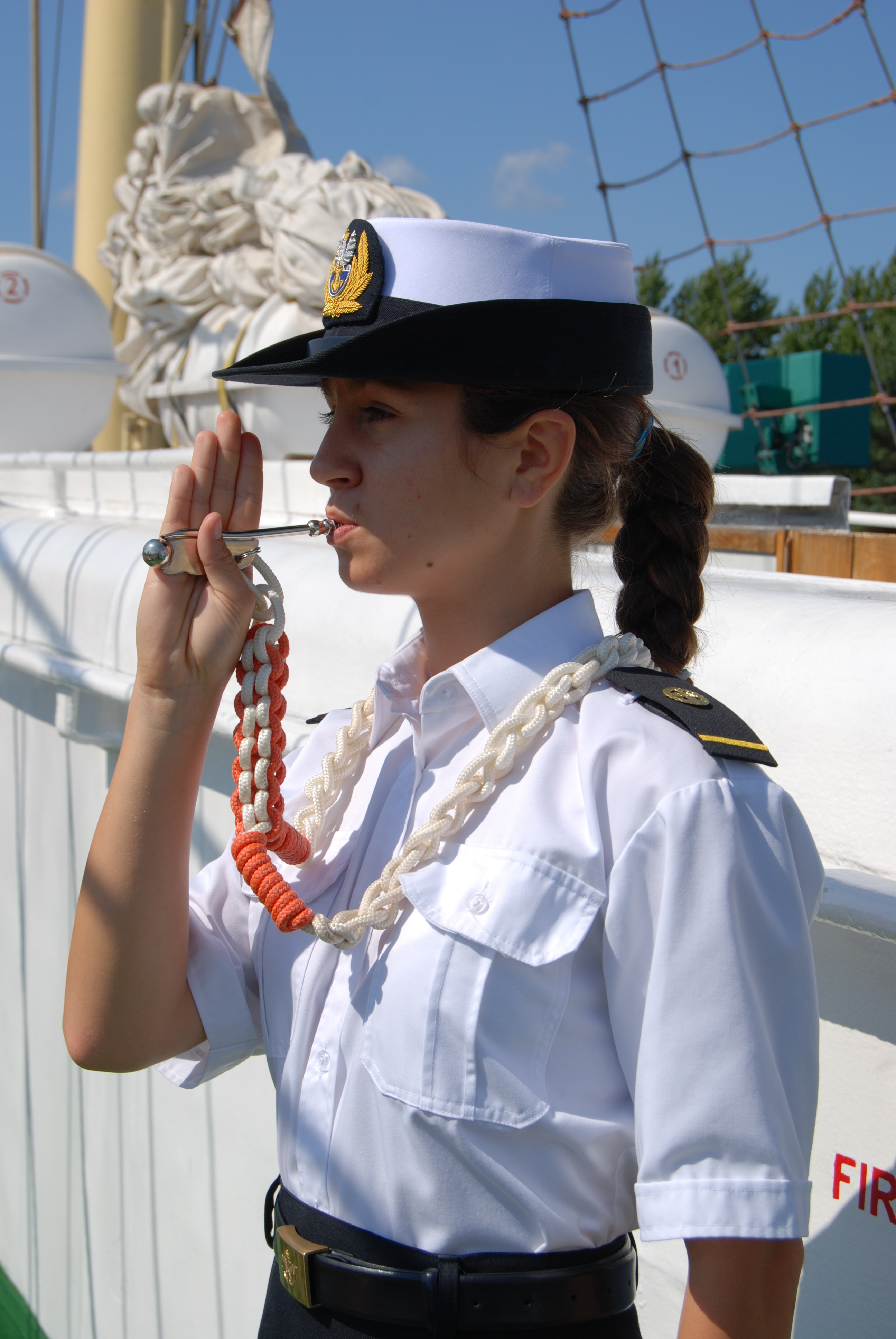
Usage du sifflet par une matelote de 1re classe polonais (starszy marynarz) sur le trois-mâts goélette Iskra II.

Le sifflet de manœuvre ou sifflet de gabier ou sifflet de bosco est un petit sifflet à main utilisé par les marins pour signaler certaines manœuvres à l'équipage ou pour saluer d'autres navires.
Le sifflet apparut dans la marine anglaise. Il fut utilisé comme signe d'honneur à partir de 1562. C'est depuis 1671 qu'il est utilisé pour ordonner les manœuvres. 
Connu aussi sous le nom de The Boatswain's Call, le sifflet de bosco ne joue que deux notes.

## Dans la culture populaire
Les deux tons du sifflet de bosco sont utilisés dans les différentes séries Star Trek pour signaler une communication générale à bord. Dans certains cas, un membre d’équipage utilise un sifflet électronique ou historiquement ressemblant pour accueillir un hôte à bord ou sur le pont.